# 商南站
商南站位于陕西省商洛市商南县境内，是宁西铁路的车站，隶属西安局集团管辖。始建于2000年，2005年正式通车运营。

## 概况
该站随宁西铁路的建成而运营，站前广场于2005年建成，投资200多万元，占地1.2万平方米，建成时是宁西铁路在陕西省境内的车站的最大的站前广场。2021年9月10日，本站开通往返西安的动力集中动车组列车2对。